# 小田涼
小田 涼（おだ りょう、女性、1976年 - ）は、日本のフランス語学者、関西学院大学文学部教授。

## 人物・来歴
京都府生まれ。1998年京都大学総合人間学部卒業、2009年同大学院人間・環境学研究科博士課程修了、「フランス語定名詞句の意味論 指示対象の唯一性をめぐって」で博士（人間・環境学）。2000年から2002年までストラスブール第2大学に留学。2013年関西学院大学文学部准教授、2016年教授。2012年『認知と指示』で渋沢・クローデル賞受賞。

## 著書
- 『認知と指示 定冠詞の意味論』京都大学学術出版会, 2012
- 『中級フランス語冠詞の謎を解く』白水社, 2019.4

共著
- 『はてな君とフランス語でおしゃべり コミュニケーションのためのメソッド』Olivier Lorrillard共著. 駿河台出版社, 2007.

## 論文
- CiNii>小田涼